# Camelot
Pour les articles homonymes, voir Camelot (homonymie).

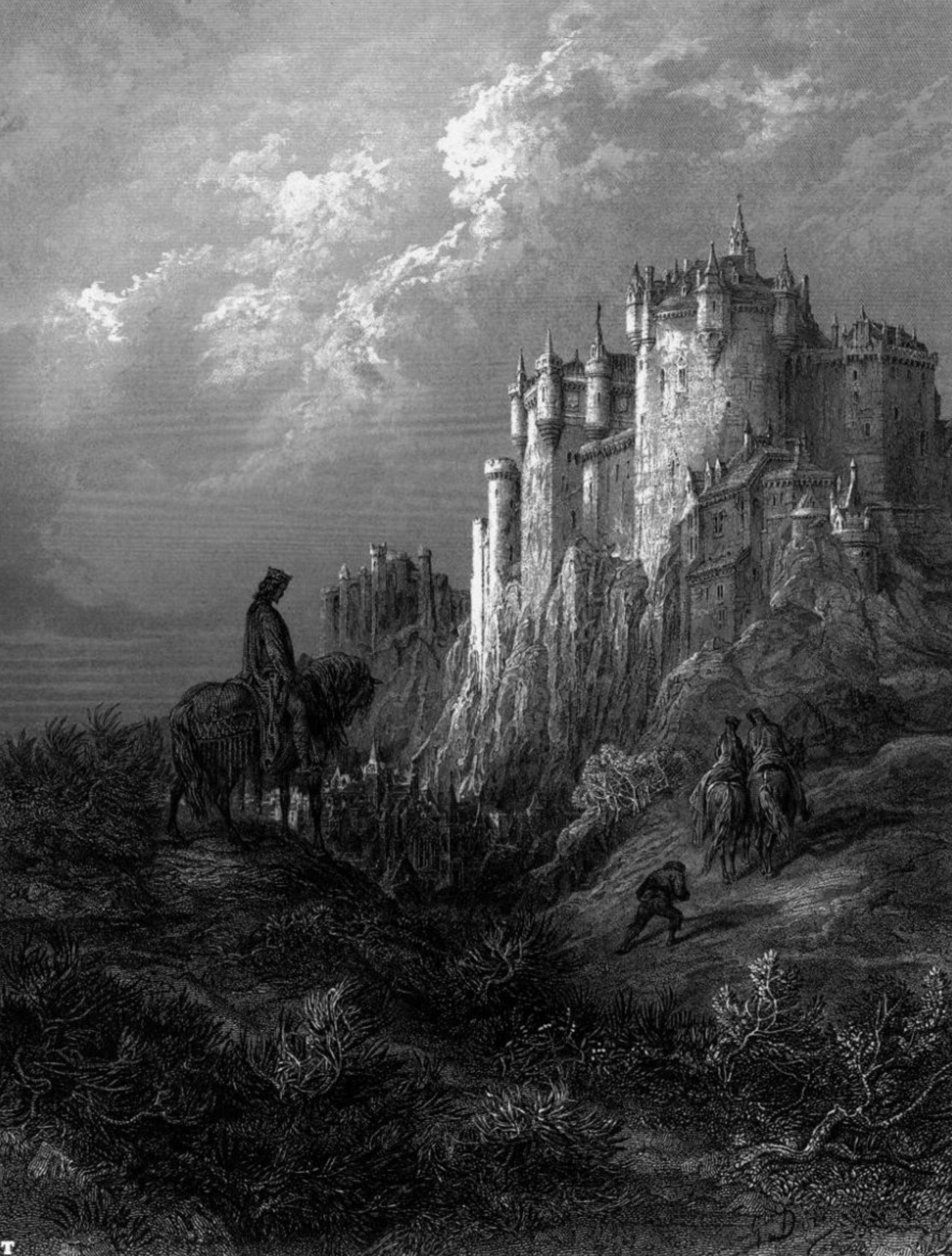
Illustration par Gustave Doré de Camelot dans Les Idylles du Roi, d'Alfred Tennyson (1868).

Camelot, aussi appelée Camalot ou Caermaloyw (synthèse de « caer » et « maloyw » en référence à Caerloyw, nom gallois de Gloucester), est un château de la légende arthurienne. C'est le siège de la cour de la reine Guenièvre et du roi Arthur, souverain de Bretagne, soit l’actuel emplacement de l'Angleterre (au sud du mur d'Hadrien), du pays de Galles et de l’Armorique. C'est également l'endroit où fut instituée la Table ronde.

## Sources anciennes
Il est difficile de situer ce lieu mentionné pour la première fois dans un seul des manuscrits du Moyen Âge (vers 1200) du Lancelot ou le Chevalier de la charrette de Chrétien de Troyes. Le lieu n’y est pas décrit en détail. Chrétien semble reprendre l’avis de Geoffroy de Monmouth pour qui Carleon (Caerleon au pays de Galles) est le siège principal de la cour d’Arthur, Camelot n’étant probablement qu’une initiative d'un copiste. C’est à partir du Lancelot-Graal que Camelot prend de plus en plus d’importance et finit par remplacer Caerleon. Dans la tradition galloise (Culhwch ac Olwen ou les Triades galloises), la cour principale d’Arthur est située à Celliwig en Cornouailles. Selon les Triades, les deux autres cours sont à Mynyw et Pen Rhionydd. Mynyw a été situé à Saint David's, Pen Rhionydd n’a pas encore été localisé.

## Sites archéologiques ou villes actuelles pouvant être Camelot
- Cadbury Castle : site le plus souvent associé à Camelot, il se situe près de Glastonbury dans le Somerset et présente les vestiges d’une colline fortifiée d’origine celte qui aurait été occupée jusqu’à la fin du VIe siècle[2],[3] ; les fouilles archéologiques (dont celles de 1913) ont révélé une succession de talus et de fossés protégeant la butte de South Cadbury. Ces fortifications entouraient un site d'environ 7 hectares. Il est donc possible d'imaginer que ce soit là la résidence d'un seigneur de première importance, à la fin du Ve et début du VIe siècle[4].
- Viroconium, dans le Shropshire[5], site considéré par les historiens, (avec Cadbury Hill) comme étant un bon candidat[6] à la ville où vivait un chef de guerre qui a inspiré la légende du Roi Arthur. En effet, la ville fut la quatrième colonie romaine de la province de Bretagne, dont la population dépassait les 6 000 individus[7]. Bien que sur son déclin, la ville a continué, de façon inhabituelle, d’être occupée après le départ des Romains en 410. Un certain nombre de fortifications en bois ont été érigées sur le site et aux alentours des anciens thermes, en particulier un important bâtiment muni d’ailes que l’on présente comme un centre administratif ou un palais.
- Camaret : ville côtière située sur une position importante protégeant Brest à la pointe du Finistère et dont le nom s'écrit Kameled[8] en breton.
- Winchester, selon l'hypothèse de Thomas Malory, hypothèse aujourd'hui écartée[9]. Caerwent est aussi appelée Caerleon.

À tort, on évoque aussi souvent le site de Colchester (ville d'importance majeure au Ier siècle apr. J.-C. appelée Camulodunum par les Romains) bien que la ville, située à l'est de l'île de Bretagne, fût sous domination saxonne dès la fin du Ve siècle, alors que la résistance bretonne avait lieu dans l'ouest de l'île et ne pouvait par conséquent abriter la cour d'Arthur ni celle d'un quelconque chef dans ces conditions. Professor Field de Bangor a désigné une forteresse à Slack, comme l'emplacement probable de cette forteresse ('Camulodunum' homonyme septentrional mentionné par Ptolémée) oubliée.

## Camelot dans les fictions modernes
Le monde arthurien centré autour de Camelot sert d’inspiration à de nombreux artistes contemporains de tous genres, que ce soit en poésie, au cinéma (Excalibur, Monty Python : Sacré Graal !, Lancelot où la ville est appelée "Camelo", etc.) ou encore dans le monde du jeu vidéo, Dark Age of Camelot.
Camelot est le surnom du poste de police fictif de la 55e brigade de la police de New York dans la série New York 911 entre 1999 et 2005. Le commissariat porte ce surnom car il est situé a l'angle du boulevard King et de la rue Arthur (dans l'histoire). Par ailleurs, le premier épisode de la série se nomme Bienvenue à Camelot et le dernier Adieu Camelot.
En 2001, la série Les Brumes d'Avalon, fait apparaître la citadelle de Camelot, lieu de villégiature de la cour du roi Arthur.
Dans la saison 9 de Stargate SG-1, le royaume de Camelot est installé sur une planète homonyme. C’est là-bas que Merlin a conçu son arme anti-Ori.
De 2005 à 2009, est diffusée sur la chaîne M6 la série Kaamelott, créée par Alexandre Astier. L’œuvre humoristique et épique conte les (més)aventures du Roi Arthur et des Chevaliers de la Table ronde. Le château de Camelot, résidence du Roi et de ses sujets, y est le théâtre principal des évènements, jusqu'à la saison 6, finale, qui se déroule durant la jeunesse d'Arthur à Rome.
En 2008, la série télévisée Merlin est diffusée sur la BBC. Elle relate la jeunesse de Merlin et du roi Arthur, avec de nombreux remaniements. Dans la série c'est le Château de Pierrefonds qui prend les traits de Camelot.
En 2011, Camelot est diffusée sur la chaîne Canal+ Family. Cette série américano-irlandaise créée par Morgan O'Sullivan et Michael Hirst s'inspire du roman de Thomas Malory intitulé Le Morte d'Arthur.
En 2014, le royaume de Camelot et le Roi Arthur apparaissent dans le manga Seven Deadly Sins de Nakaba Suzuki. Ce manga est très inspiré des légendes arthuriennes et le souverain apparaît comme un jeune homme inexpérimenté mais destiné à être un grand roi, secondé par Merlin qui ici est une femme.
En 2015, le royaume de Camelot apparaît dans la saison 5 de Once Upon a Time, sur la chaîne ABC.
En 2017, les héros de la série Legends of Tomorrow se rendant à Camelot en 507 apr. J.-C. et y rencontrent Arthur, Guenièvre et Merlin.

## Hommages et évocation
L'astéroïde (9500) Camelot, découvert en 1973, est nommé en son honneur.
Le Projet Camelot (ou Plan Camelot,  en anglais, le « Project Camelot (en)») était le nom de code d'une étude de contre-insurrection lancée l'administration militaire américaine en 1964. Ce plan était destiné à prévenir les révolutions en décelant les facteurs insurrectionnels potentiels en Argentine, au Chili, en Colombie, au Pérou et au Venezuela en se référant à l'opinion publique. Toutes les activités de ce bureau de recherches, présentées comme une recherche de nature scientifique (psychologique, sociologique et économique) effectuées par des experts, étaient commandées et financées par le Pentagone,. Un plan identique dit Project Revolt existait pour le Québec.